# Las Mesas
Las Mesas è un comune spagnolo di 2 464 abitanti situato nella comunità autonoma di Castiglia-La Mancia.